# Висо
Висо (итал. Visso) насеље је у Италији у округу Мачерата, региону Марке.
Према процени из 2011. у насељу је живело 793 становника. Насеље се налази на надморској висини од 603 м.

## Становништво
| 1931. | 1936. | 1951. | 1961. | 1971. | 1981. | 1991. | 2001. | 2011. |
| ----- | ----- | ----- | ----- | ----- | ----- | ----- | ----- | ----- |
| 3.045 | 2.983 | 2.793 | 2.227 | 1.594 | 1.427 | 1.331 | 1.177 | 1.180 |